# Concerto pour violon de Barber
Le Concerto pour violon, op. 14, a été composé en 1940 (révision 1948-1949) par le compositeur américain Samuel Barber.

## Historique
Durant l'hiver 1938-1939, Samuel Simeon Fels (en) — riche patron des savons Fels-Naptha (en) de Philadelphie, mécène et administrateur du Curtis Institute of Music — commande à Barber un concerto pour son fils adoptif, le violoniste Iso Briselli. Le compositeur et le mécène s'étaient rencontrés par l'entremise de Gama Gilbert, violoniste et critique musical qui, du fait de son enthousiasme pour la musique de Barber et leur longue amitié, devint l'intermédiaire naturel de cette commande. Au début du printemps 1939, Fels offre 1 000 $ à Barber pour la composition d'un concerto pour violon pour Briselli ; l'avance est de 500 $ et le solde doit être payé à l'achèvement du concerto.
Barber commence à l'écrire durant l'été 1939 à Sils-Maria, en Suisse. À la fin de l'été, il envoya les deux premiers mouvements à Briselli qui les trouve trop simples et pas assez brillants pour un concerto. Barber promet alors un finale propice aux déploiements de virtuosité du soliste et poursuit la composition à Paris où il compte l'achever à l'automne. Ses plans sont toutefois interrompus en août 1940 lorsque tous les Américains sont invités à quitter l'Europe. Après quelques péripéties liées à des difficultés administratives de son compagnon Gian Carlo Menotti, Barber quitte l'Europe à bord d'un navire néerlandais et arrive aux États-Unis avec un finale partiellement composé. Après quelques jours passés auprès de sa famille, il achève le concerto en moins de quatre semaines dans la retraite familiale de Pocono Lake Preserve, Pennsylvanie. 
Cette fois, Briselli trouve le finale trop difficile et Fels réclame le remboursement de l'avance. Barber, qui avait déjà dépensé la somme en Europe, engage un violoniste pour jouer le troisième mouvement et prouver au commanditaire qu'il n'est pas injouable. Briselli renonce finalement à son droit sur la création et Fels doit payer la totalité de la commande. Il semble cependant peu probable que Briselli ait été dans l'incapacité de jouer le troisième mouvement car il était un violoniste virtuose ayant joué les œuvres les plus difficiles du XIXe siècle. Bien des années plus tard, Briselli explique que, bien qu'il ait trouvé beaux les deux premiers mouvements et attendu le finale avec impatience, il le trouva trop léger en comparaison du reste du concerto et suggéra que le mouvement lent soit développé en une forme sonate-rondo, ce que Barber refusa.
Le concerto est achevé en juillet 1940 et Barber rend visite en août au violoniste Albert Spalding qui cherchait un concerto américain qu'il aimerait et pourrait jouer lors de ses tournées. Il accepte le concerto immédiatement et la création a lieu à Philadelphie le 7 février 1941 avec le Philadelphia Orchestra dirigé par Eugene Ormandy.
N'étant pas entièrement satisfait de l'œuvre, Barber la retravaille en 1948-1949. La version finale est créée en janvier 1949 par Ruth Posselt et l'Orchestre Symphonique de Boston sous la direction de Serge Koussevitsky et publiée la même année par l'éditeur Schirmer.

## Mouvements
1. Allegro
2. Andante
3. Presto in moto perpetuo

Durée : environ 23 minutes
Le ton intime, presque chambriste, de ce concerto est reflété dans l’instrumentation, qui est pour huit bois, deux cors, deux trompettes, percussion, piano et cordes. Les deux premiers mouvements du concerto contrastent par leur lyrisme tranquille avec le plus haut niveau de dissonance et le tempo endiablé du finale.
Le premier mouvement s’ouvre d’emblée avec le soliste présentant le premier sujet. Une veine mélodique nuancée de tristesse se déploie : cette mélancolie latente est particulièrement perceptible lorsque la clarinette déroule la longue phrase expressive en mi mineur tenant lieu de second sujet. Plus loin, un dessin de tempo plus vif conduit à un éclat bref et dissonant basé sur le premier thème, inattendu dans le climat estival régnant sur l'ensemble du morceau. Le développement fait une large place à l'envol lyrique du soliste. Une courte cadence conduit à une coda apaisée, où le souvenir du premier thème se dissipe sur une longue pédale de sol. 
L’Andante commence en ut dièse mineur pour s'achever en mi majeur, et adopte une forme ABA : le thème A énoncé par le hautbois alors que la primeur de l'élément B revient au soliste. L'atmosphère s'assombrit ici de nuances introspectives suggérant les souvenirs et les combats d'un passé lointain et enfoui dans le souvenir.
Le Presto final s'élance sur un rythme irrégulier et dans une texture relativement dissonante qui témoignent de la volonté de Barber d'investir de nouveaux territoires, et le caractère de perpetuum mobile impose à la partie soliste des exigences indéniables en matière de virtuosité.

## Discographie
- Louis Kaufman (en), Orchestre du Festival de Lucerne dirigé par Walter Goehr ; premier enregistrement du concerto en 1953 (Music & Arts) YouTube
- Isaac Stern et l'Orchestre philharmonique de New York dirigé par Leonard Bernstein (Sony).
- Ruggiero Ricci et le Pacific Symphony Orchestra dirigé par Keith Clark (Reference Recordings).
- Elmar Oliveira et l'Orchestre symphonique de Saint-Louis dirigé par Leonard Slatkin en 1986 (EMI).
- Gil Shaham et l'Orchestre Symphonique de Londres dirigé par André Previn en 1993 (Deutsche Grammophon)
- Kyoto Takezawa et l'Orchestre symphonique de Saint-Louis dirigé par Leonard Slatkin en 1994 (RCA).
- Itzhak Perlman et Boston Symphony Orchestra dirigé par Seiji Ozawa en 1994 (Warner Classics)
- Joshua Bell et l'Orchestre symphonique de Baltimore dirigé par David Zinman en 1996 (Decca).
- Hilary Hahn et l'Orchestre de chambre de Saint-Paul dirigé par Hugh Wolff en 1999 (Sony).
- James Buswell et le Royal Scottish National Orchestra dirigé par Marin Alsop en 2001 (Naxos).
- James Ehnes et l'Orchestre symphonique de Vancouver dirigé par Bramwell Tovey en 2006 (CBC Records).
- Mikhaïl Simonyan et l'Orchestre symphonique de Londres dirigé par Kristjan Järvi en 2011 (Deutsche Grammophon)
- Alexander Gilman et l'Orchestre du Cap dirigé par Perry So en 2011 (Oehms Records)

## Sources
- Samuel Barber, un nostalgique entre deux mondes, Pïerre Brévignon, Editions Hermann (2012)
- Samuel Barber, The Composer and his Music, Barbara B. Heyman, Oxford university Press (1992)
- Iso Briselli, Samuel Barber & The Violin Concerto, Op. 14 — Facts and Fiction
- Livret du CD Naxos par Peter Quinn (traduction française de Jeremy Drake)
- Livret du CD Decca par Michel Fleury.